# Douglas DC-3
Douglas DC-3 er et propeldrevet fastvingefly, som revolutionerede lufttransport i 1930'erne og 1940'erne og er betragtet som en af de mest betydningsfulde passagerfly nogensinde lavet.
Første fly var i luften 17. december 1935, og allerede året efter, var flytypen sat ind på flere passagerruter i USA.
Da USA gik ind i 2. verdenskrig, voksede behovet for transportfly.
DC-3 blev derfor bygget i en version som transportfly under navnene C-47 Skytrain eller Dakota.
DC-3 Dakota kom frem i 1930'erne før 2.verdenskrig. Flytypen blev betegnet som den mest driftsikre flytype.

## Brug af DC-3 i Danmark
Flyvevåbnet i Danmark benyttede i 1964 flyet som post- og transportfly indenlands. Der var start fra Flyvestation Værløse over Flyvestation Aalborg, Flyvestation Karup, Flyvestation Skrydstrup og tilbage til Flyvestation Værløse. 
Foreningen for Flyvende Museumsfly (FFFM) er den formelle ejer af det eneste flyvende eksemplar af DC-3 i Danmark. Flyet som har registreringen OY-BPB, har tidligere været registreret som LN-IAT/Terje Viking (Scandinavian Airlines System) og K-682 (Flyvevåbnets Lufttransporteskadrille 721).
Piloter og teknikere er samlet i denne forening, som varetager den operationelle drift af flyet og udfører eftersyn og daglig vedligeholdelse.
DC-3 Vennerne fungerer som støtteforening, som administrerer brugen af flyet, og de to foreninger arranger i fællesskab en lang række flyveture i sommerhalvåret.
- Douglas C-47 Skytrain
- Cockpit